# NOA1
NOA1‏ (Nitric oxide associated 1) هوَ بروتين يُشَفر بواسطة جين NOA1 في الإنسان.